# Суоникер, Фред
Фредерик Кеннет Суоникер (англ. Frederick Kenneth Swaniker; 1976 год) — ганский социальный предприниматель. Основатель и глава African Leadership Academy, организации, специализирующейся на подготовке высококвалифицированных кадров для африканских стран. 

## Биография
Фред Суоникер родился в 1976 году в семье адвоката и педагога. Суоникеры много переезжали, к 18 годам Фред успел пожить в четырёх различных африканских странах. Учился в колледже Макалистера в Миннесоте, некоторое время работал в фирме McKinsey & Company в Йоханнесбурге. Позже Фред продолжил обучение в бизнес-школе Стэнфордского университета. 
Во время работы Суоникер неоднократно общался с семьями африканцев, отправлявших своих детей учиться за границу, тратя большие деньги. Учёбу в Стэнфордском университете для самого Суоникера оплатила компания McKinsey & Company, в которой он на тот момент работал, с условием, что после завершения обучения он вернётся в Африку. У Фреда появилась идея создания на континенте высококлассного образовательного учреждения, в котором талантливые африканцы могли бы обучаться не тратя больших денег на институты США или Великобритании. В 2004 году используя свои связи в Калифорнии, а также при участии нескольких коллег из McKinsey & Company Суоникер открыл в Йоханнесбурге African Leadership Academy, где студенты из Африки получают субсидии и льготные условия обучения — если стипендиаты останутся в Африке после окончания академии.
Деятельность Суоникера получила мировое признание и была отмечена, в частности, Бараком Обамой. Он был одним из 115 молодых африканских лидеров, встретившихся с ним в Белом доме в 2010 году. В 2011 году журнал Forbes назвал его одним из 10 влиятельнейших молодых людей Африки.